# Pol del fred
Els Pols del fred són diversos llocs dels hemisferis nord i sud on s'enregistren les temperatures més baixes. També s'acostuma a anomenar pol fred al lloc més fred d'una zona qualsevol.

## Hemisferi nord
A l'hemisferi septentrional hi ha dos llocs a la república de Sakhà de la Sibèria oriental (altrament dita Iacútia) que es poden considerar el pol del fred. Són Verkhoiansk (a les coordenades 67° 33′ N, 133° 23′ E / 67.550°N,133.383°E) i Oimiakon (a les coordenades 63° 15′ N, 143° 9′ E / 63.250°N,143.150°E).
El desembre de 1868 i febrer de 1869 I. A. Khudyakov va descobrir el pol de fred de l'hemisferi nord quan va mesurar el rècord de temperatura de -63.2 °C a verkhoiank. Més tard el 15 de gener de 1885 S. F. Kovalik, va enregistrar -67.8 °C qu encara és el rècord de l'hemisferi nord, es va publicar al revista Annals de l'Observatori general de Gísica però per error es va transcriure com -69.8 °C que més tard es va corregir però encara s'acostuma a trobar el valor erroni en la bibliografia.
El 6 de febrer de 1933 es va registrar -67.7 °C a Oimiakon. El 26 de gener de 1926 -71.2 °C es diu que va ser la temperatura d'Oimiakon però la dada es va obtenir per extrapolació i no pas directament i no es pot considerar un rècord vàlid.
De mitjana la temperatura durant 70 anys d'Omyamykon és més baixa que la de Verkhoiansk.
Altres possibles localitats candidates a ser el pol del fred són:
- Tomtor, també a Sakhà, que tindria el rècord de llocs amb residents permanents.
- Mont Logan al Canadà amb una temperatura de -77.5 °C el maig de 1991 però està a una altitud de prop de 6.000 metres i no està pas habitat.[1]
- Old Crow al Yukon, Canadà amb -66.0 °C el gener de 1935.

## Hemisferi sud
A l'hemisferi austral el pol del fred està a l'Antàrtida en la base russa de Vostok a les coordenades 78° 28′ S, 106° 48′ E / 78.467°S,106.800°E. El dia 21 de juliol de 1983 es va observar a Vostok la temperatura més baixa mai enregistrada a la terra: −89,2 °C. Encara que sense confirmació, s'ha reportat que Vostok va aconseguir una temperatura de −91 °C durant l'hivern de 1997. L'Estació Vostok és a 3.488 m sobre el nivell del mar, lluny de la influència moderadora dels oceans (a més de 1.000 km del litoral) a aquesta latitud tan elevada hi ha 3 mesos de nit polar civil i tot combinat fa que la temperatura sigui molt baixa, fins °C a l'hivern. es puja de -25 °C a l'estiu i amb freqüència baixen als -70 °C a l'hivern. El pol Sud és relativament més càlid, de 5 a 10 °C, que Vostok, al Pol Sud la temperatura més baixa mai enregistrada és de -82,8 °C.
Generalment es creu que hi ha altres llocs a l'Antàrtida encara més freds que Vostok (especialment, Dome A) on es va instal·lar una estació meteorològica automàtica a partir de l'any 2005.